# Христо Манолов (Бобища)
Вижте пояснителната страница за други личности с името Христо Манолов.
Христо Манолов Вълков е български революционер, деец на Вътрешната македоно-одринска революционна организация и на Вътрешната македонска революционна организация.

## Биография
Христо Манолов е роден на 5 март 1869 година в костурското село Бобища, тогава в Османската империя, днес в Гърция. Работи на гурбет в Цариград. В 1903 година се завръша в Бобища и е привлечен към ВМОРО от ръководителя Георги Горганов. Действа като легален деец, куриер. При избухването на Илинденско-Преображенското въстание в 1903 година се присъединява към Бобищката чета. Взема участие в превземането на Клисура и в превземането на Невеска. Къщата му е изгорена при потушаването на въстанието. След края на въстанието се връща в Бобища.
На 14 април 1943 година вдовицата му Гина, на 69 години, родом от Бобища, като жителка на Варна, подава документи за народна пенсия, която е одобрена и пенсията е отпусната от Министерския съвет на Царство България.